# Grand Prix van de Marne
De Grand Prix van de Marne was een autorace nabij de Franse stad Reims, die werd verreden op Reims-Gueux. De race maakte tussen 1925, 1935 en in 1947 deel uit van de grand-prixseizoenen en was in 1952 ook een niet-kampioenschapsronde in de Formule 1. 

## Winnaars van de grand prix
- Hier worden alleen de races aangegeven die plaatsvonden tijdens de grand-prixseizoenen tot 1949 en Formule 1-races vanaf 1950.

| Jaar | Coureur            | Constructeur  | Locatie     | Verslag |
| ---- | ------------------ | ------------- | ----------- | ------- |
| 1952 | Jean Behra         | Gordini       | Reims-Gueux | Verslag |
| 1947 | Christian Kautz    | Maserati      | Reims-Gueux | Verslag |
| 1935 | René Dreyfus       | Alfa Romeo    | Reims-Gueux | Verslag |
| 1934 | Louis Chiron       | Alfa Romeo    | Reims-Gueux | Verslag |
| 1933 | Philippe Étancelin | Alfa Romeo    | Reims-Gueux | Verslag |
| 1931 | Marcel Lehoux      | Mercedes-Benz | Reims-Gueux | Verslag |
| 1930 | René Dreyfus       | Bugatti       | Reims-Gueux | Verslag |
| 1929 | Philippe Étancelin | Bugatti       | Reims-Gueux | Verslag |
| 1928 | Louis Chiron       | Bugatti       | Reims-Gueux | Verslag |
| 1927 | Philippe Étancelin | Bugatti       | Reims-Gueux | Verslag |
| 1926 | François Lescot    | Bugatti       | Reims-Gueux | Verslag |
| 1925 | Pierre Clause      | Bignan        | Reims-Gueux | Verslag |